# Kathleen Taylor
Kathleen C. Taylor (ur. 1942 w USA) – amerykańska inżynier chemik.
W 1964 roku ukończyła studia na Uniwersytecie Rutgersa, otrzymując dyplom z chemii. W 1968 roku uzyskała stopień doktora z chemii fizycznej. Następnie kontynuowała badania na Uniwersytecie Edynburskim w Wielkiej Brytanii. W 1970 roku rozpoczęła pracę w General Motors, gdzie zajmowała się reaktora katalitycznymi, które redukują zanieczyszczenia generowane przez samochody. Wczesne wersje katalizatorów tworzyły z tlenków azotu w spalinach samochodowych równie szkodliwy amoniak. Dzięki jej pracy udało się stworzyć wersję, stosowaną we współczesnych samochodach, w której produktem jest czysty azot. W późniejszych latach została dyrektorem laboratorium materiałów i procesów w General Motors. Po przejściu na emeryturę pozostała doradcą Departamentu Energii Stanów Zjednoczonych. Współpracowała z Uniwersytetem Columbii.

## Członkostwa
- 1994 – Fellow American Association for the Advancement of Science
- 1995 – National Academy of Engineering
- 1997 – Fellow Society of Automotive Engineers
- 2003 – członkini American Academy of Arts and Sciences[2]
- 2006 – członkini Indian National Academy of Engineering

## Nagrody
- 1989 – Medal Garvana-Olina przyznany przez American Chemical Society[3]